# Tomasz Zubilewicz (chirurg)
Tomasz Lech Zubilewicz (ur. 18 marca 1965 w Lublinie, zm. 20 czerwca 2024 tamże) – polski chirurg, profesor nauk medycznych.

## Życiorys
W 1992 r. ukończył studia medyczne w Akademii Medycznej im. Feliksa Skubiszewskiego w Lublinie, w 1999 r. obronił pracę doktorską pt. Znaczenie zaburzeń wybranych czynników krzepnięcia krwi w zakrzepowo-zarostowym zapaleniu naczyń, której promotorem był prof. Jerzy Michalak, w 2004 r. habilitował się na podstawie pracy zatytułowanej Ponowne zabiegi u chorych leczonych na tętniaka aorty brzusznej stentgraftami wewnątrznaczyniowymi. W 2018 r. uzyskał tytuł profesora nauk medycznych.
Pracował na Uniwersytecie Medycznym w Lublinie.